# Peter Christian Bianco Boeck
Peter Christian Bianco Boeck (født 29. januar 1812 i Sæby, død 4. december 1876 på plantagen Work and rest på St. Croix, Dansk Vestindien) var en dansk officer.
Han var søn af etatsråd Christian Carl Boeck, senest herredsfoged i Elbo, Brusk og Holmans herreder (d. 1846), og Anna Elisabeth f. Buchhave, datter af praktiserende læge Rudolph Buchhave.
Han blev i 1826 volontær, senere kadet og stykjunker og i 1830 sekondløjtnant i artilleriet; endnu samme år indtrådte han som elev på den nylig oprettede kgl. militære Højskole, og blev et år efter afgangen der fra beordret som kontrolofficer til Sverige. Ved hjemkomsten 1837 ansattes han ved 7. Batteri, senere ved pontonnerkompagniet og i krudtkommissionen, og blev premierløjtnant i 1840, hvorefter han atter sendtes til Sverige, hvor han var i en række af år og i 1847 ægteviedes til Zelma Virginia Moberg, datter af den i 1832 afdøde assessor i Svea Hofret Moberg.
Hjemkommen til Danmark i 1848 (han var kaptajn fra 1846) blev han chef for et granathalvbatteri, men beordredes om efteråret til Lüttich for at kontrollere en større leverance forladerifler og gik derefter atter til Sverige. I 1853 kom han til København som chef for håndværkeretaten, blev i 1856 sekretær i Artilleri-og Konstruktionskommissionen, i 1857 Chef for håndvåbenafdelingen og i 1861 Major, men sendtes samme år på ny til Sverige, hvorfra han ved udsigten til krig kom tilbage, idet han ansattes ved hærens artillerikommando under general Lüttichau.
Denne fulgte han som stabschef til København, men i august samme år (1864) sendtes han til Frankrig for at kontrollere støbningen af de første riffelkanoner til de danske søforter.
I 1865 blev han oberstløjtnant og kort efter tøjmester ved Københavns Arsenal, hvornæst han i 1866 tiltrådte en rejse til Nordamerika for at træffe valget imellem Peabody- og Remington-geværet som bevæbning for vort fodfolk. I det han bestemte sig for det sidste, overdroges ham i 1867-68 kontrollen over leverancen. Han var imidlertid blevet oberst og chef for Tøjhusafdelingen og ansattes efter hjemkomsten fra Amerika tillige som formand i Artilleri- og Konstruktionskommissionen.
Udnævnt til Kommandør af 1. grad af Dannebrog i 1868 udfoldede han endnu i henved 8 år en betydningsfuld virksomhed som chef for Tøjhusafdelingen, var også en tid (fra 1872) formand for Det Krigsvidenskabelige Selskab, men overtog i efteråret 1876 en kontrollerende virksomhed ved fabrikanlæg i Vestindien, hvor han døde samme år og blev begravet.
Boeck var korresponderende medlem af det kgl. svenske Örlogsmanna Selskab.
Der findes en tegning af J.Th. Lundbye 1838 og et posthumt maleri af tysk kunstner, begge i familieeje.